# Daramulunia
Daramulunia is een geslacht van spinnen uit de  familie van de wielwebkaardespinnen (Uloboridae).

## Soorten
- Daramulunia gibbosa (L. Koch, 1872)
- Daramulunia tenella (L. Koch, 1872)